# North Battleford
North Battleford è una città del Canada, situata nella provincia del Saskatchewan.